# Manjiroite
La manjiroite (simbolo IMA: Mji) è un minerale raro del supergruppo dell'hollandite e del gruppo della coronadite appartenente alla classe minerale degli "ossidi e degli idrossidi" con composizione chimica Na(Mn4+7Mn3+)O16.

## Etimologia e storia
Il minerale è stato scoperto nel 1967 dai ricercatori giapponesi Matsuo Nambu e Katsutoshi Tanida. L'hanno chiamata così in onore del mineralogista e geologo giapponese Manjiro Watanabe (1891-1980), che è stato professore all'Università del Tōhoku a Sendai, in Giappone.

## Classificazione
La nona edizione della sistematica minerale di Strunz, aggiornata dall'Associazione Mineralogica Internazionale (IMA) fino al 2009, elenca la manjiroite nella classe "4. Ossidi (idrossidi, V[5,6] vanadati, arseniti, antimoniti, bismutiti, solfiti, seleniti, telluriti, iodati)" e da lì nella sottoclasse "4.D Metallo:Ossigeno = 1:2 e simili"; questa è ulteriormente suddivisa in base alla dimensione dei cationi coinvolti e alla struttura cristallina, in modo che il minerale possa essere trovato nella suddivisione "4.DK Con cationi di grande dimensione (± cationi di media dimensione); strutture a tubo", dove insieme ad ankangite, henrymeyerite, hollandite, mannardite, redledgeite, coronadite, priderite e akaganeite forma il sistema nº 4.DK.05.
Tale classificazione viene mantenuta anche nell'edizione successiva, proseguita dal database "mindat.org" e chiamata Classificazione Strunz-mindat, dove però il vecchio sistema 4.DK.05 è stato organizzato diversamente: la manjiroite qui si trova nel sistema 4.DK.05a, che occupa insieme a coronadite, criptomelano e hollandite.
Anche nella sistematica dei minerali secondo Dana, che viene utilizzata principalmente nei paesi di lingua inglese, la manjiroite è elencata nella classe degli "ossidi e degli idrossidi" e da lì nella sottoclasse degli "ossidi multipli"; questo gruppo è ulteriormente suddiviso e il minerale può essere trovato nel sottogruppo chiamato anche "gruppo del criptomelano" con numero di sistema 07.09.01.

## Chimica
La formula chimica non è del tutto chiara. A causa delle miscele di potassio, il manuale Handbook of Mineralogy della "Mineralogical Society of America" dà la formula (Na,K)(Mn4+, Mn2+)8O16 • n(H2O). Nel fare ciò, seguono in gran parte Nambu e Tanida, che nella loro prima descrizione danno la formula (Na,K)Mn4+8O16 • n(H2O) con n < 2. La Commissione per i Nuovi Minerali, la Nomenclatura e la Classificazione (CNMNC), d'altra parte, nella sua lista dei minarali scrive Na(Mn4+7Mn3+)O16 (a partire da settembre 2014). Non è chiaro se il manganese debba davvero essere nello stato di ossidazione +3. Il Database of Raman Spectroscopy come il'Handbook of Mineralogy, parla dello stato di ossidazione +2. L'analisi chimica dell'Handbook of Mineralogy parla anche di "fino al 4% di acqua cristallina", che è però è ignorata dalla formula CNMNC.

## Abito cristallino
La manjiroite cristallizza nel sistema tetragonale nello gruppo spaziale I4/m (gruppo nº 87) con i parametri del reticolo a = 9,916 Å e c = 2,864 Å così come una unità di formula per cella unitaria.

## Origine e giacitura
La manjiroite si trova spesso in associazione con pirolusite, nsutite, birnessite, criptomelano, goethite e romanèchite.
Essendo un minerale piuttosto raro, la manjiroite è stata rilevata in poche località. La località tipo è la miniera di "Kohare" a Karumai (Prefettura di Iwate, Giappone). Sempre in Giappone il minerale è stato trovato anche a Kuji, nel villaggio di Kunohe (entrambi nella Prefettura di Iwate) e a Kawazu (Shizuoka).
Altri siti includono: Hualfín (Argentina); a Lahnstein nel circondario del Reno-Lahn; a Steinhaus am Semmering, frazione di Spital am Semmering (in Stiria, Austria); nei distretti di Suceava e Caraş-Severin (Romania); negli oblast' di Chelyabinsk e di Sverdlovsk (Russia); nelle contee di Cochise (Arizona), di Teller (Colorado) e di Sussex (Stati Uniti); nella municipalità locale di Joe Morolong (Sud Africa); nei governatorati di Giza e del Sinai del Sud (Egitto); a Mutshatsha (Repubblica Democratica del Congo); nelle contee di Wuqia e di Zhaosu (entrambe nello Xinjiang, in Cina); nella contea di Lunenburg (Nuova Scozia, Canada); nella regione di Antofagasta e nella provincia di Copiapó (Cile).

## Forma in cui si presenta in natura
Forma cristalli compatti di dimensioni fino a 10 cm. Il colore del minerale è grigio-bruno scuro con lucentezza resinosa; il colore del suo striscio sulla mattonella di prova e nero-brunastro.